# گاو-آلگسهایم
شهر گاو-آلگسهایمدر ایالت راینلند-فالتز در کشور آلمان واقع شده‌است.